# Faaker See
Faaker See er en sø i den østrigske delstat Kärnten.